# Агамірова Тамілла Суджаївна
Тамілла Суджаївна Агамірова (21 травня 1928, Баку, Закавказька РФСР, СРСР — 31 серпня 2021) — радянська і російська актриса театру і кіно; народна артистка РРФСР (1988).

## Біографія
Народилася 21 травня 1928 року. У 1951 році закінчила Бакинський театральний інститут.
У 1952 році в Свердловську, де вона брала участь в концертах, її зустріла провідна актриса Московського театру «Ромен» Ляля Чорна і привела до театру, який був на той час у Свердловці на гастролях. Тоді ж її прийняли на роботу до театру.
З 1952 року грає в театрі «Ромен». За виконання своєї першої ролі на сцені театру у виставі «Уперті серця» була висунута на здобуття Сталінської премії. За роки роботи в театрі «Ромен» зіграла понад 50 ролей в російській і зарубіжній класиці. Закінчила Школу-студію МХАТ.
Вже будучи актрисою театру, в 1950—1960 роках знімалася в кіно на студії «Азербайджанфільм».
Викладала в Академії проблем безпеки, оборони та правопорядку.
Померла 31 серпня 2021 року в себе вдома у підмосковному селищі Ніколина Гора в віці 93-х років.

### Сім'я
- Чоловік — Микола Олексійович Сліченко (1934—2021), актор, режисер, співак, художній керівник театру «Ромен»; народний артист СРСР (1981).
- Дочка — Тамілла Миколаївна Сліченко (нар.. 1963), актриса театру «Ромен»[4].
- Син — Петро Миколайович Сліченко.
- Син — Олексій Миколайович Сліченко.

## Нагороди та звання
- Орден Пошани (29 квітня 2019 року) — за великий внесок у розвиток вітчизняної культури і мистецтва, багаторічну плідну діяльність[5]
- Орден Дружби (15 квітня 2002 року) — за багаторічну плідну діяльність у галузі культури і мистецтва, великий внесок у зміцнення дружби і співпраці між народами[6].
- Народна артистка РРФСР (1988)
- Заслужена артистка РРФСР (1982)
- Заслужена артистка Азербайджанської РСР (26 серпня 1960 року)

## Роботи в театрі
- «Вперті серця» — інженер Еланіна
- «Зламаний батіг» — Вітора
- «Грушенька» — Євгенія Семенівна
- «Олеся» — Олеся
- «Мар'яна Пінеда» — Мар'яна Пінеда
- «Я-циганка» — Цоха
- «Циган» — Клавдія
- «Дівчина щастя шукала» — Тетянка
- «Вогняні коні» — читець
- «Вони прийшли з табору» — Зумруд
- «Гаряча кров» — Нонка і Тунга
- «Людина і вовк» — Марта
- «Багаття догорають» — Ніна
- «Циганські наспіви» — ведучий
- «Син Мадонни» — Марела і Фатук'яра
- «Ром-Баро» — Вазона і Августа
- «Кабачок Макрель» — Сонька і Нюрка
- «Коли догорають багаття» — Ксана
- «Про що співала скрипка» — ведуча
- «Есмеральда» — Флоранс
- «Циган Михайло» — Галя
- «Народився я в таборі» — Скалба
- «Пісня на світанку» — Земфіра
- «Дівчисько з табору» — Віра
- «Птахам потрібне небо» — мати
- «Про тих, хто любить» — Урма
- «Ти-герой, я-герой» —  тітонька
- «Їхали цигани» — Ганна Михайлівна
- «Празькі куранти»

## Фільмографія
1. 1957 — Дон Кіхот — Альтісідора, придворна дама
2. 1958 — Її велике серце — Сам
3. 1959 — Справжній друг — Більгеїз
4. 1960 — Кьорогли — Алагез
5. 1960 — Маттео Фальконе — Джузеппа
6. 1962 — Кубинська новела — робітниця, делегатка від тютюнової фабрики
7. 1964 — Людина і ланцюги — Марія (озвучила Тамара Сьоміна)
8. 1965 — Нескорений батальйон — Хавер, вчителька музики

## Примітка
1. ↑  Азербайджанка с цыганской душой Тамилла Агамирова: «Баку святой для меня город», 18 октября 2013. trend.az. Архів оригіналу за 6 червня 2021. Процитовано 8 серпня 2018.
2. ↑  Выдающаяся артистка театра "Ромэн" - Тамилла Агамирова отметит свой юбилей (03.05.2018). Префектура САО. Архів оригіналу за 6 червня 2021. Процитовано 8 серпня 2018. [Архівовано 2021-06-06 у Wayback Machine.]
3. ↑  Архівована копія. Архів оригіналу за 1 вересня 2021. Процитовано 1 вересня 2021.{{cite web}}:  Обслуговування CS1: Сторінки з текстом «archived copy» як значення параметру title (посилання)
4. ↑  Николай Сличенко и Тамилла Агамирова: Наш дом построен на одной любви. Архів оригіналу за 6 червня 2021. Процитовано 6 червня 2021.
5. ↑  Указ Президента Российской Федерации от 29 апреля 2019 года № 199 «О награждении государственными наградами Российской Федерации». Архів оригіналу за 10 травня 2019. Процитовано 6 червня 2021.
6. ↑  Указ Президента Российской Федерации от 15 апреля 2002 года № 390 «О награждении государственными наградами Российской Федерации». Архів оригіналу за 5 травня 2019. Процитовано 6 червня 2021.